# Katrin Neuenschwander
Katrin Neuenschwander (Konolfingen, 29 giugno 1971) è un'ex sciatrice alpina svizzera.

## Biografia
La Neuenschwander debuttò in campo internazionale in occasione dei Mondiali juniores di Aleyska 1989 e nella successiva rassegna iridata giovanile, Zinal 1990, vinse la medaglia d'oro nello slalom speciale e nella combinata; ottenne il primo piazzamento in Coppa del Mondo il 30 novembre 1991 a Lech in slalom speciale (11ª) e ai successivi XVI Giochi olimpici invernali di Albertville 1992, sua unica presenza olimpica, si classificò 9ª nella medesima specialità.
Ottenne il miglior piazzamento in Coppa del Mondo il 6 gennaio 1993 a Maribor in slalom speciale (10ª) e nello stesso anno ai Mondiali di Morioka, sua unica presenza iridata, sempre in slalom speciale si classificò 12ª. Si ritirò al termine della stagione 1999-2000 e la sua ultima gara fu lo slalom speciale di Coppa del Mondo disputato il 5 marzo a Semmering, non completato dalla Neuenschwander.

## Palmarès

### Mondiali juniores
- 2 medaglie:
  - 2 ori (slalom speciale, combinata[senza fonte] a Zinal 1990)

### Coppa del Mondo
- Miglior piazzamento in classifica generale: 47ª nel 1992

### Coppa Europa
- Miglior piazzamento in classifica generale: 3ª nel 1991

### Campionati svizzeri
- 1 medaglia (dati dalla stagione 1994-1995):
  - 1 argento (slalom gigante nel 1997)